# Tresquiornítids
La família dels tresquiornítids (Threskiornithidae) inclou 34 espècies de grans aus de potes llargues, separades en dues subfamílies, els ibis i els becplaners. Antany eren coneguts com a plataleids (Plataleidae) i es pensava que estaven molt relacionats amb altres aus de potes llargues de l'ordre dels ciconiformes (Ciconiiformes). Un estudi recent fa pensar que pertanyen a l'ordre dels pelecaniformes. Està per dilucidar si la divisió en dues subfamílies està justificada.

## Morfologia
Els membres de la família tenen ales llargues i amples, amb 11 plomes primàries i al voltant de 20 de secundàries. Són grans voladores. En general el cos és molt allargat, així com el coll i les potes. El bec també és llarg, corbat cap a baix en el cas dels ibis, i recte i distintivament aplanat en el cas dels becplaners. Són aus grans però de mida variada, anant des dels 45 cm i 450 g de Bostrychia bocagei, fins als 100 cm i 4,2 kg de l'ibis gegant.

## Hàbitat i distribució
Distribució gairebé mundial, freqüentment a prop de l'aigua, dolça o salada, però també en zones més seques, i fins en abocadors.

## Alimentació
S'alimenten d'una ampla gamma d'invertebrats i vertebrats petits. La tècnica dels ibis consisteix a afonar el bec en terra blana o fang, a la recerca dels aliments, mentre que la de les espàtules és moure el bec d'un costat a l'altre, filtrant l'aliment en aigües de poca profunditat.

## Hàbits
Són ocells diürns. A la nit dormen als arbres prop de l'aigua. Són gregaris i solen volar i alimentar-se en grups.

## Reproducció
Nien en colònies i més sovint en grups petits o, les espàtules, de manera individual, gairebé sempre en arbres sobre l'aigua, però de vegades en illots als aiguamolls. Generalment, la femella construeix una gran estructura de joncs i pals aportats pel mascle.
Ponen de 2 a 5 ous. Els dos pares fan torns per covar i després alimenten els pollets amb productes regurgitats. Dues o tres setmanes després de l'eclosió, els joves, als qui ja no cal vigilar contínuament, abandonen el niu, sovint formant guarderies, però tornen amb els seus pares per a ser alimentats.

## Taxonomia
Els tresquiornítids s'han separat en dues subfamílies. El Congrés Ornitològic Internacional (versió 2.10, 2011) els classifica en 13 gèneres amb 35 espècies vives.
- Subfamília dels tresquiornitins (Threskiornithinae). Coneguts en general com a ibis.
  - Gènere Threskiornis, amb 5 espècies vives a més d'alguna extinta.
  - Gènere Pseudibis, amb tres espècies.
  - Gènere Geronticus, amb dues espècies.
  - Gènere Nipponia, amb una espècie: Nipponia nippon.
  - Gènere Bostrychia, amb 5 espècies.
  - Gènere Theristicus, amb 4 espècies.
  - Gènere Cercibis, amb una espècie: Cercibis oxycerca.
  - Gènere Mesembrinibis, amb una espècie: Mesembrinibis cayennensis.
  - Gènere Phimosus, amb una espècie: Phimosus infuscatus.
  - Gènere Eudocimus, amb dues espècies.
  - Gènere Plegadis, amb tres espècies.
  - Gènere Lophotibis, amb una espècie: Lophotibis cristata.
- Subfamília dels plataleins (Plataleinae). Coneguts com a becplaners o espàtules.
  - Gènere Platalea, amb 6 espècies.